# Heike Jochum

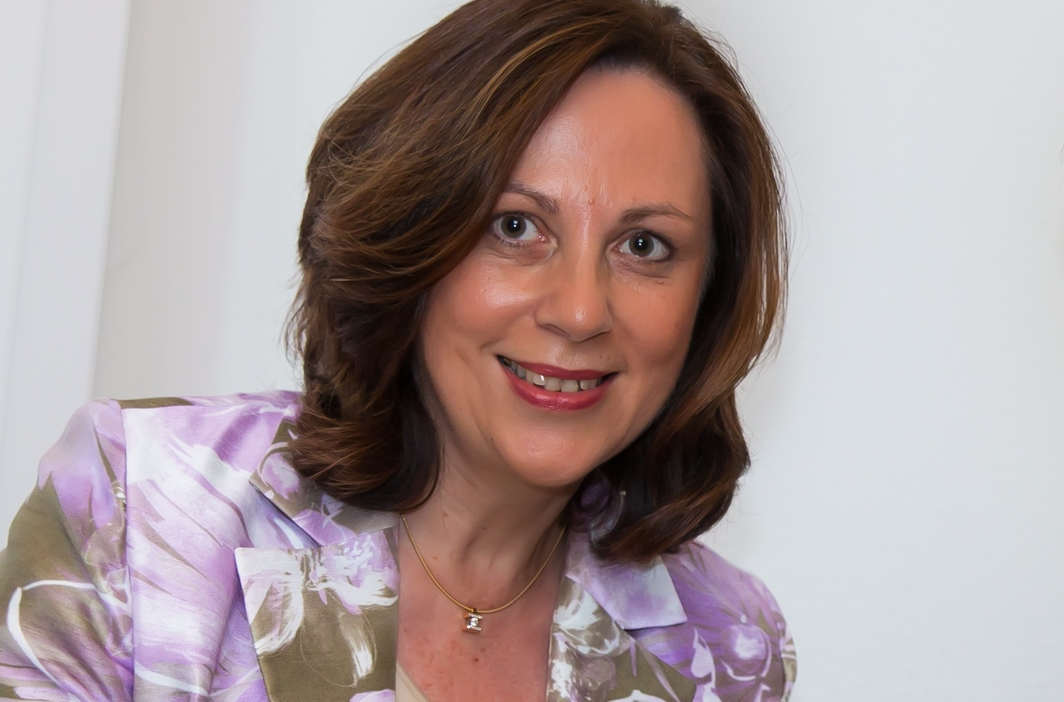
Heike Jochum (2015)

Heike Jochum (* 1. Juni 1968 in Rodalben) ist eine deutsche Rechtswissenschaftlerin und Steuerexpertin.

## Leben
Heike Jochum wuchs in Pirmasens auf, wo sie noch heute lebt.
Jochum wurde im Jahr 2000 mit einer Arbeit zur Verfassungsmäßigkeit des Lizenzversagungsgrundes § 6 Abs. 3 Satz 1 Nr. 3 PostG an der Universität des Saarlandes promoviert. Im Jahr 2004 habilitierte sie sich an der Universität des Saarlandes mit einer Untersuchung zur Konnexität von Verwaltungsverfahrensrecht und Verwaltungsprozessrecht.
Von 2006 bis zum 30. September 2018 war sie Geschäftsführende Direktorin des Osnabrücker Instituts für Finanz- und Steuerrecht im Fachbereich Rechtswissenschaft. Sie ist Autorin zahlreicher Publikationen.

## Verbands- und Gremientätigkeiten
2006 wurde Jochum in den Vorstand des Osnabrücker Steuerforums an der Universität Osnabrück berufen. Sie ist Mitglied der Study Group European Universities Cooperation on Taxes (EUCOTAX), der European Association of Tax Law Professors (EATLP) und der International Fiscal Association (IFA). Sie ist als Rechtsanwältin und als Steuerberaterin zugelassen und Aufsichtsratsmitglied verschiedener deutscher Unternehmen.

## Kinder- und Jugendhilfestiftung Rainer Jochum
Zum 1. Januar 2011 errichtete Jochum zusammen mit ihrer Schwester die Kinder- und Jugendhilfestiftung Rainer Jochum mit Sitz in ihrer Heimatstadt Pirmasens. Zweck der Stiftung sind Förderung, Ausbau und Weiterentwicklung der Kinder- und Jugendhilfe in Pirmasens.

## Auszeichnungen
- 2001: Stiftungspreis der Dr. Feldbausch-Stiftung
- 2010: Hans-Mühlenhoff-Preis für gute Lehre

## Publikationen
- Zur Frage der Verfassungsmäßigkeit des Lizenzversagungsgrundes § 6 Abs. 3 Satz 1 Nr. 3 PostG – (ISBN 978-3428104482) Duncker & Humblot, Berlin 2001
- Verwaltungsverfahrensrecht und Verwaltungsprozessrecht (ISBN 3-16-148540-8) Mohr Siebeck, Tübingen 2004
- Grundfragen des Steuerrechts. Eine verfassungsrechtliche und methodische Einführung für Lehre und Praxis (ISBN 978-3-16-152047-1) Mohr Siebeck, Tübingen 2012
- Introduction to German Tax Law, zusammen mit Philipp Thiele (ISBN 978-3415051133) Boorberg, Stuttgart 2013
- Grenzüberschreitende Unternehmen: Direktinvestitionen, Beteiligungen und Hybride Gesellschaften nach dem neuen DBA Deutschland – Niederlande (ISBN 978-3-415-05445-5) Boorberg, Stuttgart 2015 (zweisprachig Deutsch-Englisch)
- Taxing German – Dutch crossborder business activities, legal comparison and the goal of harmonisation and simplification, Hrsg. Jochum/Essers/Englisch (ISBN 978-3981489477) Schöpe, Nordhorn 2015
- Freiheit, Gleichheit, Eigentum – Öffentliche Finanzen und Abgaben, Festschrift für Rudolf Wendt, Hrsg. Jochum/Elicker/Lampert/Bartone, (ISBN 978-3428140176) Duncker & Humblot, Berlin 2015